# Новосельское (Акмолинская область)
Новосе́льское (каз. Новосельское) — село в Атбасарском районе Акмолинской области Казахстана, образует административно-территориальную единицу «Село Новосельское» со статусом сельского округа (соответствующий 3-му уровню административно-территориальной единицы).
- Код КАТО — 113849100[3].
- Код КАТО АТЕ — 113849000[4].

## География
Село расположено на берегу реки Жыланды, в северной части района, на расстоянии примерно 23 километров (по прямой) к северу от административного центра района — города Атбасар.
Абсолютная высота — 299 метров над уровнем моря.
Климат холодно-умеренный, с хорошей влажностью. Среднегодовая температура воздуха положительная и составляет около +3,6°С. Среднемесячная температура воздуха в июле достигает +20,1°С. Среднемесячная температура января составляет около -15,0°С. Среднегодовое количество осадков составляет около 415 мм. Основная часть осадков выпадает в период с мая по август.
Ближайшие населённые пункты: село Шуйское — на севере.
Западнее села проходит проселочная дорога «Чашке — Атбасар».

## История
В 1989 году село являлось административном центром Новосельского сельсовета (сёла Новосельское, Людмиловка, Пролетарка, станция Новосельская).
В периоде 1991—1998 годов:
- сельсовет был преобразован в сельский округ в соответствии реформами административно-территориального устройства Республики Казахстан;
- станция Новосельская (на 1989 год — 5 чел.) была включена в состав села Новосельское.

Совместным решением Акмолинского областного маслихата и акимата Акмолинской области от 7 декабря 2005 года № ЗС-16-13 «О внесении изменений в административно-территориальное устройство области по Енбекшильдерскому, Сандыктаускому, Шортандинскому, Атбасарскому районам» (зарегистрированное Департаментом юстиции Акмолинской области 4 января 2006 года № 3170):
- село Людмиловка было переведено в категорию иных поселений и исключено из учётных данных.

Постановлением акимата Акмолинской области от 10 декабря 2009 года № а-13-532 и решением Акмолинского областного маслихата от 10 декабря 2009 года № 4С-19-5 «Об упразднении и преобразовании некоторых населенных пунктов и сельских округов Акмолинской области по Аккольскому, Аршалынскому, Астраханскому, Атбасарскому, Енбекшильдерскому, Зерендинскому, Есильскому, Целиноградскому, Шортандинскому районам» (зарегистрированное Департаментом юстиции Акмолинской области 20 января 2010 года № 3344):
- село Пролетарка было отнесено в категорию иных поселений и включено в состав села Новосельское.

В связи с этим, согласно закону Республики Казахстан касаемо административно-территориального устройства, Новосельский сельский округ был преобразован (упразднён) и переведён в категорию села Новосельское с образованием отдельного административно-территориального образования (сельского акимата) «Село Новосельское» на базе Новосельского сельского округа соответственно.

## Население
В 1989 году население села составляло 1598 человек (из них русские — 37 %, немцы — 27 %, украинцы — 20 %).
В 1999 году население села составляло 1345 человек (622 мужчины и 723 женщины). По данным переписи 2009 года, в селе проживало 1079 человек (527 мужчин и 552 женщины).
На 2023 год населения с.Новосельского составляет 869 человек,из которых 170 пенсионеры.
| Численность населения | Численность населения | Численность населения | Численность населения |
| 1989                  | 1999                  | 2009                  | 2023                  |
| --------------------- | --------------------- | --------------------- | --------------------- |
| 1598                  | ↘1345                 | ↘1079                 | ↘869                  |

## Улицы[11]
- ул. Достык,
- ул. Бирлик,
- ул. Бейбитшилик,
- ул. Коктем,
- ул. Сарыарка,
- ул. Акбулак,
- ул. Саябак,
- ул. Байтерек,
- ул. Мадениет,
- ул. Тауелсиздик,
- ул. Женис,
- ул. Жайлау